# جازمین دارزنیک
جازمین دارزنیک (۱۹۷۳، تهران) نویسنده ایرانی آمریکایی که بخاطر کتابهای دختر خوب: زندگی مخفی مادر من که کناب پرفروش نیویورک نایمز شد و ترانه مرغ اسیر رمانی الهام گرفته شده از زندگی فروغ فرخزاد شاعر مشهور ایرانی شناخته شده است. ترانه مرغ اسیر انتخاب سردبیر بخش کتاب نیویورک تایمز بود و از آن به عنوان «کتابی زیبا و پیچیده که تصویری از یک کشور ناپدید شده و مردم پراکنده شده آن ارائه میکند و یادآور قدرت و مقصود هنر است» و «قطعه ای در ستایش خلاقیت زنانه که سعی میکند خود را از زیر بار قدرت پدرسالارانه بیرون بکشد» ستایش شده است.

## زندگی
دارزنیک در ایران متولد شد و در ۵ سالگی به آمریکا نقل مکان کرد. او لیسانس خود را در سال ۱۹۹۴ از دانشگاه کالیفرنیا در لس آنجلس و مدرک جی دی خود را از کالج حقوق هستینگز کالیفرنیا در سال ۱۹۹۷ دریافت کرد.او بعدها دکترای خود را در رشته ادبیات انگلیسی از دانشگاه پرینستون در سال ۲۰۰۸ و کارشناسی ارشد هنرهای زیبای خود را از کالج بنینگتون در سال ۲۰۱۴ دریافت کرد. کتاب اول او دختر خوب: زندگی مخفی مادر من توسط مجله کرکوس ریویو بعنوان "کتابی چشم گشا که بخاطر توصیفش از جایگاه زن در جامعه ایرانی آزار دهنده است اما برای به تصویر کشیدن استقامت آنها دلگرم کننده است" توصیف کرد.
او هم اکنون استاد کارشناسی ارشد هنرهای زیبا و ادبیات نوشتاری در دانشگاه هنر کالیفرنیا در سانفرانسیسکو است. او قبلاً در دانشگاههای پرینستون، واشینگتن اند لی و ویرجینیا و سانفرانسیسکو بتدریس پرداخته است.

## جوایز
دارزنیک در سال ۲۰۱۲ یک بورسیه تحصیلی از شورای حقوق بشر ویرجینیا و یک جایزه قابل توجه از شورای ایالتی تحصیلات عالیه ویرجینیا دریافت کرد. او همچنین بورسیه هایی از برنامه یاران استین بک، سمینار نویسندگان بنینگتون و شرکت سهامی یادو دریافت کرد. کار او نامزد جایزه پوشکارت نیز شده است.
کتاب اول او دختر خوب فینالیست کتابخانه ویرجینیا به انتخاب مردم در سال ۲۰۱۲ شد و در فهرست نهایی جایزه بین‌المللی ویلیام سارویان در قسمت غیر داستانی قرار گرفت.

## کتاب شناسی
- دختر خوب: زندگی مخفی مادر من، انتشارات گراند سنترال، ۲۰۱۱
- ترانه مرغ اسیر، ترجمه علی مجتهدزاده، انتشارات پنگوئن رندم هاوس، ۲۰۱۸